# Martin Palán
Martin Palán (* 4. července 1980 Praha) je český zpěvák, bavič, herec a moderátor. Je zpěvákem kapely Řekla NE!, pravidelně uvádí festival Majáles a další společenské a kulturní akce, má vlastní talkshow Martina Palána vysílanou v internetové televizi Univerzity Karlovy UKáčko.cz a hraje v Divadle Na prádle.
Palán vystudoval Obchodní akademii a ekonomické lyceum v Praze, bakalářský obor Mezinárodní teritoriální studia na Fakultě sociálních věd Univerzity Karlovy a magisterský obor Německá a rakouská studia tamtéž. Studium ukončil v roce 2006 obhajobou diplomové práce na téma Působení amerických nezávislých institucí v SRN na příkladě Americké akademie v Berlíně.
V roce 2007 byl zvolen králem Majálesu jako Kampusák I. Jeho cílem bylo upozornit na to, že Univerzita Karlova je rozeseta po zhruba 150 budovách v celé Praze a že je potřeba začít budovat minikampusy podobně jako v západní Evropě či Spojených státech. Je také aktivní ve studentských organizacích, v roce 2009/2010 byl členem Kontrolní a smírčí komise Studentské unie Univerzity Karlovy.
Palán si v roce 2010 zahrál hlavní roli v jedné ze sedmi povídek filmu Praho, má lásko s názvem Františkánská zahrada, v níž ztvárnil manžela Marthy Issové.
Od roku 2014 je majitelem a generálním ředitelem Bontonufilmu.